# Hram slovenskih športnih junakov
Hram slovenskih športnih junakov je bil ustanovljen leta 2011 s strani Društva športnih novinarjev Slovenije (DŠNS) in vključuje najboljše slovenske športnike vseh časov iz različnih športnih panog. Hram bo v slovenskem prostoru zaživel leta 2012. Na podelitvi športnika Slovenije 2011 so v njo kot prva športnika sprejeli Leona Štuklja in Mira Cerarja.
Več kot leto in pol so v okviru DŠNS potekale priprave na ustanovitev Hrama slavnih slovenskih športnikov. S tem želi DŠNS v trajnem nacionalnem spominu ohraniti najboljše slovenske športnike, ki so se z izjemnimi dosežki izkazali v mednarodnem merilu. Ohraniti želi tudi rekvizite in druge športne predmete, s katerimi so bili povezani slovenski športniki, ter ohraniti športne zgodovinske dogodke, tudi iz člankov in prispevkov že upokojenih novinarskih kolegov in drugih.
19. decembra 2012 je bil sprejetih novih dvajset članov, hkrati pa so bili odprti prostori hrama v Areni Stožice. 28. novembra 2013 je bilo v hram sprejetih še 28 športnikov. Avgusta 2015 je Društvo športnih novinarjev Slovenije izbralo tri nove člane, avgusta 2016 in decembra 2017 po dva, januarja 2019 pa tri. Leta 2023 je bil prvič sprejet športni klub KK Olimpija in sicer generacije iz let 1970, 1994 in 1997. Novembra 2024 je bilo sprejetih 5 novih članov, leta 2025 pa štiri člani.

## Sprejeti v hram slavnih
| Sprejeti                        | Šport           | Leto |
| ------------------------------- | --------------- | ---- |
| Leon Štukelj                    | gimnastika      | 2011 |
| Miro Cerar                      | gimnastika      | 2011 |
| Rudolf Cvetko                   | sabljanje       | 2012 |
| Stane Derganc                   | gimnastika      | 2012 |
| Peter Šumi                      | gimnastika      | 2012 |
| Josip Primožič                  | gimnastika      | 2012 |
| Ludvik Starič                   | motociklizem    | 2012 |
| Nataša Urbančič                 | atletika        | 2012 |
| Draga Stamejčič                 | atletika        | 2012 |
| Stanko Lorger                   | atletika        | 2012 |
| Janez Polda                     | smučarski skoki | 2012 |
| Jože Šlibar                     | smučarski skoki | 2012 |
| Albin Felc                      | hokej na ledu   | 2012 |
| Rudi Hiti                       | hokej na ledu   | 2012 |
| Vinko Jelovac                   | košarka         | 2012 |
| Aljoša Žorga                    | košarka         | 2012 |
| Ivo Daneu                       | košarka         | 2012 |
| Brane Oblak                     | nogomet         | 2012 |
| Janez Žirovnik                  | kolesarstvo     | 2012 |
| Mima Jaušovec                   | tenis           | 2012 |
| Osmerec z OI 1964               | veslanje        | 2012 |
| Miro Steržaj                    | kegljanje       | 2012 |
| Franc Smolej                    | smučarski tek   | 2013 |
| Ciril Praček                    | alpsko smučanje | 2013 |
| Branko Ziherl                   | skoki v vodo    | 2013 |
| Tone Cerer                      | plavanje        | 2013 |
| Tine Mulej                      | alpsko smučanje | 2013 |
| Janko Štefe                     | alpsko smučanje | 2013 |
| Ivan Toplak                     | nogomet         | 2013 |
| Janko Kosmina in Mario Fafangel | jadranje        | 2013 |
| Tine Šrot                       | gimnastika      | 2013 |
| Jurij Uršič                     | kolesarstvo     | 2013 |
| Edvard Vecko                    | namizni tenis   | 2013 |
| Ištvan Korpa                    | namizni tenis   | 2013 |
| Tone Gale                       | hokej na ledu   | 2013 |
| Milan Zadel                     | kajak-kanu      | 2013 |
| Stanko Topolčnik                | judo            | 2013 |
| Bojan Križaj                    | alpsko smučanje | 2013 |
| Peter Vilfan                    | košarka         | 2013 |
| Bojan Ropret                    | kolesarstvo     | 2013 |
| Boris Strel                     | alpsko smučanje | 2013 |
| Alenka Cuderman                 | rokomet         | 2013 |
| Borut Petrič                    | plavanje        | 2013 |
| Miran Tepeš                     | smučarski skoki | 2013 |
| Jure Franko                     | alpsko smučanje | 2013 |
| Primož Ulaga                    | smučarski skoki | 2013 |
| Andrej Jelenc                   | kajak-kanu      | 2013 |
| Darjan Petrič                   | plavanje        | 2013 |
| Matjaž Debelak                  | smučarski skoki | 2013 |
| Mateja Svet                     | alpsko smučanje | 2013 |
| Srečko Katanec                  | nogomet         | 2015 |
| Rok Petrovič                    | alpsko smučanje | 2015 |
| Jure Zdovc                      | košarka         | 2015 |
| Iztok Puc                       | rokomet         | 2016 |
| Rolando Pušnik                  | rokomet         | 2016 |
| Polona Dornik                   | košarka         | 2017 |
| Marko Elsner                    | nogomet         | 2017 |
| Alenka Dovžan                   | alpsko smučanje | 2019 |
| Katja Koren                     | alpsko smučanje | 2019 |
| Jure Košir                      | alpsko smučanje | 2019 |
| KK Olimpija                     | košarka         | 2023 |
| Tanja-Tatjana Polajnar          | rokomet         | 2024 |
| Lojze Kolman                    | gimnastika      | 2024 |
| Sadik Mujkić                    | veslanje        | 2024 |
| Bojan Prešeren                  | veslanje        | 2024 |
| Adi-Adolf Urnaut                | odbojka         | 2024 |
| Britta Bilać                    | atletika        | 2025 |
| Brigita Bukovec                 | atletika        | 2025 |
| Franci Petek                    | smučarski skoki | 2025 |
| Andraž Vehovar                  | kajak-kanu      | 2025 |